# ジョン・キャニー
ジョン・F・キャニー（英語: John F. Canny、1958年 - ）は、アメリカ合衆国の計算機科学者、教授。
人工知能、ロボット工学、コンピュータグラフィックス、人間とコンピュータの相互作用、コンピュータセキュリティ、コンピュータ代数学、コンピュータ幾何学など、計算機化学と数学の様々な分野で活動している。
エッジ検出の一つであるキャニー法の発明者でもある。

## 経歴・受賞
1958年に生まれた。1979年に南オーストラリア州のアデレード大学で計算機科学と理論物理学の学士を取得し、1980年に同学で電気工学の学士を、1983年にマサチューセッツ工科大学で修士を、1987年に同学で博士を取得した。同年にカリフォルニア大学バークレー校の電気工学および計算機科学の教員に就任した。1987 年、Machtey AwardとACM博士論文賞を受賞し、1999 年、Annual Symposium on Computational Geometry の共同チェアを務めた。2002年には、1983年の全米人工知能会から最も影響力のある論文に贈られる米国人工知能学会クラシック・ペーパー賞を受賞した。『A Variational Approach to Edge Detection』の著者として、また、エッジ検出の一つであるキャニー法の発明者として、ロボット工学と機械知覚の分野における精力的な貢献が評価された。

## 出版
Canny has published several books, papers and articles. A selection:
- 1986. A computational approach to edge detection. IEEE Transactions on Pattern Analysis and Machine Intelligence,  vol. 8, 1986, pp. 679–698.
- 1988. The Complexity of Robot Motion Planning. The ACM Distinguished Dissertation Series, Cambridge, MA: The MIT Press, 1988.
- 1993. "An opportunistic global path planner". With M. C. Lin. In: Algorithmica vol. 10, no. 2-4, pp. 102–120, Aug. 1993.
- 2007. "MultiView: Improving trust in group video conferencing through spatial faithfulness" (Best Paper Prize). With D. T. Nguyen In: Proc. 2007 SIGCHI Conf. on Human Factors in Computing Systems (CHI '07), New York, NY: The Association for Computing Machinery, Inc., 2007, pp. 1465–1474.